# Nexilosus latifrons
Nexilosus latifrons – gatunek morskiej ryby z rodziny garbikowatych (Pomacentridae), jedyny przedstawiciel rodzaju Nexilosus.

## Występowanie
Południowo-wschodni Ocean Spokojny wzdłuż skalistych wybrzeży Ameryki Południowej, na głębokościach od 1–10 m p.p.m.

## Opis
Żywią się glonami i bezkręgowcami. Dorastają do 30 cm długości.